# هالیوود، شهرستان رالی، ویرجینیای غربی
هالیوود (به انگلیسی: Hollywood) یک منطقهٔ مسکونی در ایالات متحده آمریکا است که در شهرستان رالی، ویرجینیای غربی واقع شده‌است. هالیوود ۷۷۲٫۰۷ متر بالاتر از سطح دریا واقع شده‌است.